# QFE (datorteknik)
Det här är en artikel om datortermen QFE. För fler betydelser av samma förkortning, se QFE.
QFE, Quad Fast Ethernet, är ett 4-portars 100Mb/s datornätverksinterface till SUN-datorer. Finns i SBus- och PCI-utförande.